# Šlekiai
Šlekiai ist ein Ort in der Rajongemeinde Panevėžys, im Amtsbezirk Ramygala, im Bezirk Panevėžys, 5 km südöstlich von Ramygala in Nordlitauen. 1923 lebten hier 70 Einwohner. In Sowjetlitauen gehörte Šlekiai dem Umkreis Ramygala an (Ramygalos apylinkė) und vorher der Wolost Ramygala. Das Dorf ist nicht mehr besiedelt. Laut der Statistik von 2011 gibt es hier keinen angemeldeten Einwohner (2001 gab es 6 Einwohner). Die PLZ ist LT-38253.

## Personen
- Jeronimas Kraujelis (1938–2019), Politiker, Seimas-Mitglied und Landwirtschaftsminister Litauens